# Hachikō Monogatari
Hachikō Monogatari (ハチ公物語? lett. "La storia di Hachikō") è un film del 1987 diretto da Seijirō Kōyama.
La pellicola racconta la vera storia del cane Hachikō, che dalla morte del padrone, nel 1925, ne attese invano il ritorno alla stazione di Shibuya per dieci anni, fino alla propria morte avvenuta nel 1935.

## Trama
Il 10 novembre 1923 a Ōdate, nella prefettura di Akita, in Giappone, Aka, cagna di razza Akita Inu, dà alla luce diversi cuccioli. Uno di questi viene inviato per treno da Mase all'amico Hidesaburō Ueno, docente all'Università imperiale di Tokyo, conoscendone l'amore per i cani. Inizialmente il professor Ueno e la moglie Shizuko non intendono tenere il cane, a causa, soprattutto, del dolore ancore forte cagionato dalla recente morte del precedente cane di casa, Gonsuke. In seguito, però, visto anche l'entusiasmo della figlia Chizuko, decidono di adottare il piccolo akita, che viene chiamato dal professore "Hachi", in quanto la sua forma, con le zampe ben piantate a terra, ricorda il numero otto in caratteri giapponesi (八, "hachi").
Nonostante lo scarso entusiasmo dei domestici Ogata e Oyoshi, il piccolo Hachi cresce felice, instaurando un forte legame con il professor Ueno. I due compiono lunghe passeggiate all'aperto e il padrone, addirittura, porta il cane nella vasca da bagno per lavarlo insieme a lui, oltre a dormirci assieme nelle notti di maltempo, quando preferisce non far rimanere Hachi nella cuccia all'esterno. Ma, soprattutto, Hachi accompagna ogni mattina il professore alla stazione di Shibuya, dove l'uomo prende il treno per andare al lavoro; ogni sera, poi, Hachi fa ritorno alla stazione, in attesa del padrone.
Il 21 maggio 1925, il professor Ueno è stroncato da un'emorragia cerebrale durante una lezione. Hachi assiste al rientro della salma e al funerale, ma nei giorni seguenti torna alla stazione attendendo, invano, il ritorno del padrone.
Nel frattempo Shizuko, la vedova del professore, decide di vendere la casa e di trasferirsi presso la figlia Chizuko, tempo prima sposatasi con il fidanzato Tsumoru. Chizuko non se la sente però di prendere anche Hachi, perché le genererebbe il doloroso ricordo del padre. Il cane viene quindi affidato a degli zii di Shizuko, che tuttavia lo tengono incatenato: la cattiva condizione in cui è mantenuto e la forte nostalgia del professor Ueno spingono Hachi a fuggire e a tornare alla vecchia casa degli Ueno, ormai venduta a un'altra famiglia.
Kiku, vicino di casa e grande amico del professor Ueno, decide allora di tenere Hachi, ma anche lui muore a breve, stroncato da un infarto. Il cane, nel frattempo, non ha mai smesso di andare ogni sera alla stazione di Shibuya. Rimasto ora senza nessuno che possa accudirlo, viene sfamato da Tome e dalla moglie, che gestiscono un chiosco davanti alla stazione.
Passa il tempo e un giornalista, venuto a sapere di Hachi (che sarà da allora chiamato con il diminutivo "Hachikō"), decide di pubblicarne la storia. Shizuko, letto il giornale, si precipita a Shibuya per riprendere con sé il cane, dopo che nel frattempo si era trasferita da dei parenti. Hachi, però, scappa nuovamente, tornando alla stazione di Shibuya. Qui rimane, nutrito da Tome e dalla moglie, fino alla propria morte, l'8 marzo 1935.

## Accoglienza
Il film ottenne un grande successo in Giappone, dove si classificò al primo posto al botteghino nel 1987, incassando l'equivalente di 60 milioni di dollari statunitensi e divenendo uno dei più grandi successi cinematografici della storia della relativa casa produttrice, la Shochiku, e del cinema giapponese in assoluto.

## Riconoscimenti
Hachikō monogatari si aggiudicò nel 1988 il premio per il miglior lungometraggio ai Genesis Awards e quello per la miglior direzione artistica (a Yoshinobu Nishioka) al Mainichi Film Award. Ottenne anche quattro nomination agli Awards of the Japanese Academy come miglior film, miglior sceneggiatura, miglior direzione artistica e miglior colonna sonora.

## Remake
Nel 2009 è uscito il remake di Hachikō monogatari, Hachiko - Il tuo migliore amico (Hachi: A Dog's Tale), regia di Lasse Hallström, con Richard Gere e Joan Allen.